# セイン・ルイン
セイン・ルイン（ミャンマー語: စိန်လွင်, ラテン文字転写: Sein Lwin、1924年1月27日 - 2004年4月11日）は、ミャンマー（ビルマ）の軍人、政治家。1988年7月26日から同年8月12日までの短期間、同国大統領、ビルマ社会主義計画党 (BSPP) 議長を務めた。

## 経歴
1943年にネ・ウィン率いる第4ライフル連隊に入隊。その側近としてキャリアを積んでいった。1962年にヤンゴン大学で発生した学生デモ鎮圧の現場指揮を取り、徹底的な取締りを行なった。以降、民主化運動を弾圧する強硬派と見なされるようになった。
1988年7月26日、辞職したネ・ウィンの後を継いでBSPP議長に就任するが、民主化運動の波は治まらず、8月8日の大規模デモにおいて軍による無差別発砲で死傷者を出すに至って、マウン・マウンに同職を譲った。
2004年4月にヤンゴンで病死した。